# Franceville
Franceville, även känt som Masuku, är en stad belägen i Haut-Ogooué-provinsen i Gabon. Staden är en av de fyra största städerna i landet, med en befolkning på cirka 56 000 personer. Den ligger vid Mpassafloden och är ändstation för Transgabonesiska järnvägen samt ändpunkt för N3-vägen.  

## Historik och översikt
Staden växte fram ur byn Masuku, när Pierre Savorgnan de Brazza 1880 valde platsen som bostadsort för frigivna slavar. Stadens namn var då Francheville ("De frias stad"). Så småningom kom namnet att förvanskas till det mer lättbegripliga Franceville (Frankrikestaden).
I staden finns Saint Hilaire-kyrkan (färdigställd 1899), en stor staty över Gabons president Omar Bongo, som föddes och ligger begraven i Franceville, och ett forskningsinstitut för primater. Staden har också en golfbana. Francevilles flygplats ligger i Mvengué 20 kilometer västerut.
Det finns en marknad för frukt och grönsaker, kläder, elektronik och kött – inklusive viltkött ("bushmeat"; inklusive  afrikansk klippyton, apor och lokala djurarter).
Staden är den största i östra Gabon, och Francevilles infrastruktur är väl utbyggd. Det finns några hotell, inklusive Hôtel Poubara som vetter mot förre president Bongos semesterhus.
I och runt Franceville finns ett antal vattenfall. Det mest kända är Poubarafallen, där också ett vattenkraftverk är beläget. Kraftverket förser staden och dess omgivningar med konstant tillgång till elektricitet.

## Invånarantal

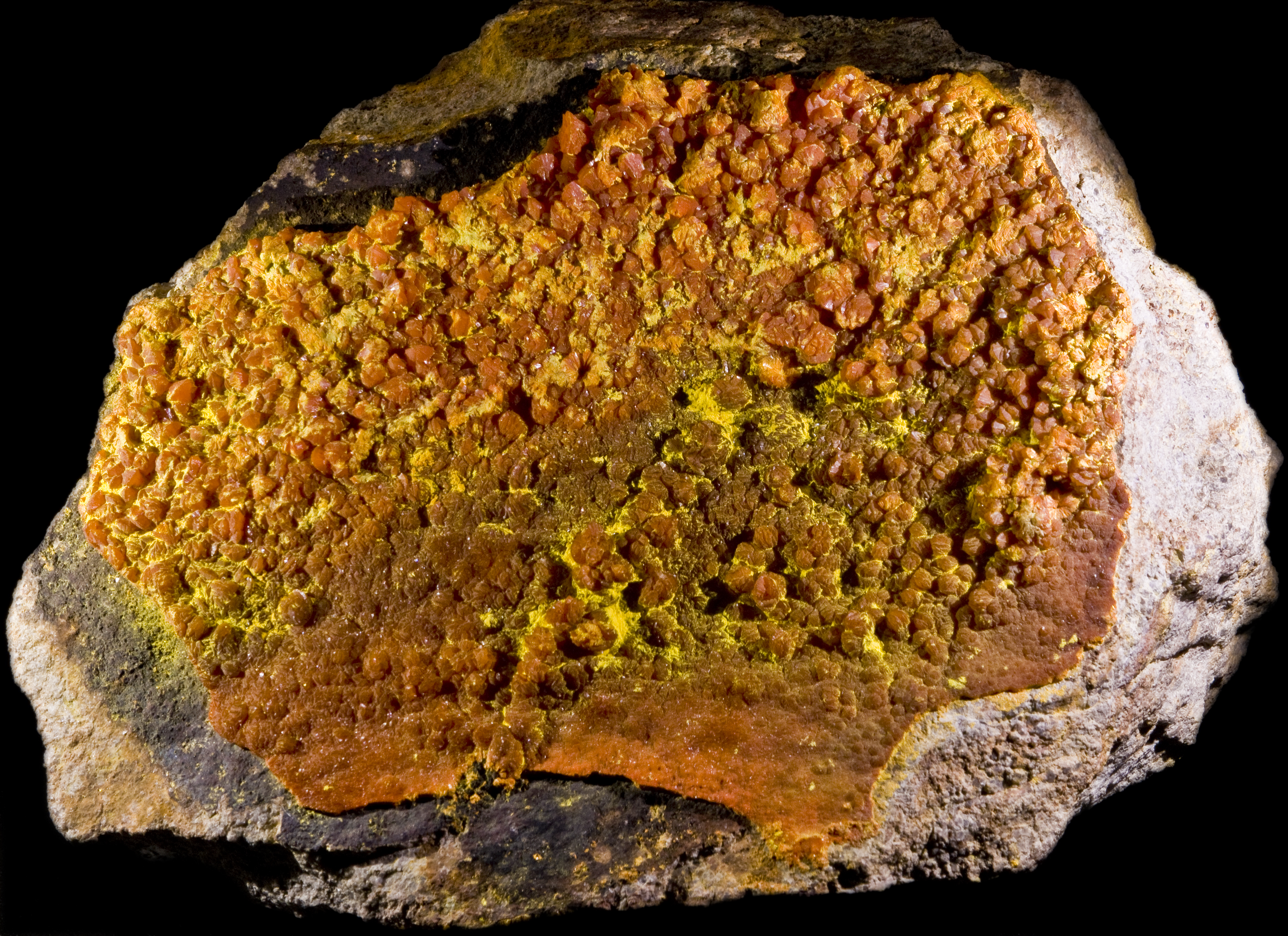
Francevillit, mineral brutet nära och namngiven efter Franceville.

1993 var befolkningen 31 183 personer. 2010 uppskattades befolkningen ha ökat till 56 000. Ett annat nämnt befolkningsantal är 42 967, möjligen hämtat från 2003 års omtvistade folkräkning (alternativt från en uppskattning år 2004). Ytterligare en befolkningssiffra ger antalet invånare till 75 000.

## Näringsliv
Franceville har en cementfabrik. Staden ligger i ett område med gruvnäring. I området finns fyndigheter av francevillit, som namngivits efter staden.

## Kultur och sport
Staden var värd för sju matcher (bland annat en av kvartsfinalerna) under Afrikanska mästerskapet i fotboll för herrar 2012, då matcherna spelades på Stade Rénovation (även kallad Stade de Franceville). Detta stadion för fotboll och friidrott (arenan har löparbanor) konstruerades 2005 med 10 000 platser och byggdes till 2012 års mästerskap ut till att inrymma 35 000. Det är en av de tre stora stadionanläggningarna i landet, vid sidan av Stade National Omar Bongo Odimba (40 000 platser) och Stade de l'Amitié Sino-Gabonaise (även kallad Stade d'Agondjé, 40 000 platser, färdigställd 2011) – båda i Libreville. Stade Rénovation fungerar som ligalaget FC Francevilles hemmaarena.